# وينشستر أوسغود
وينشستر أوسغود هو لاعب كرة قدم أمريكية كوبي، ولد في 12 أبريل 1870 في Fort Barrancas ‏ في الولايات المتحدة، وتوفي في 18 أكتوبر 1896.